# Спортивная гимнастика на летних Олимпийских играх 2008 — вольные упражнения (женщины)
Соревнования в вольных упражнениях среди женщин на летних Олимпийских играх 2008 года состоялись в Государственном дворце спорта Пекина 17 августа. В соревнованиях участвовали 8 гимнасток (не более двух от одной страны). У каждой гимнастки было только одно выступление.
Чемпионкой стала румынка Сандра Избаша, серебряные и бронзовые медали достались представительницам США — Шон Джонсон и Насте Люкин соответственно. Россиянки Екатерина Крамаренко и Анна Павлова заняли 5-е и 8-е места соответственно.

## Результаты
| Место | Спортсмен            | База  | За технику | Штраф | Итог   |
| ----- | -------------------- | ----- | ---------- | ----- | ------ |
| 1     | Сандра Избаша        | 6.500 | 9.150      | -     | 15.650 |
| 2     | Шон Джонсон          | 6.400 | 9.100      | -     | 15.500 |
| 3     | Анастасия Люкин      | 6.200 | 9.225      | -     | 15.425 |
| 4     | Ян Илинь             | 6.300 | 9.050      | -     | 15.350 |
| 5     | Екатерина Крамаренко | 6.100 | 8.925      | -     | 15.025 |
| 6     | Даяне дос Сантос     | 6.400 | 8.775      | 0.200 | 14.975 |
| 7     | Чэн Фэй              | 6.300 | 8.250      | -     | 14.550 |
| 8     | Анна Павлова         | 5.800 | 8.325      | -     | 14.125 |